# Église Saint-Malo de Locmalo
Pour les articles homonymes, voir Église Saint-Malo.
L'église Saint-Malo est une église catholique située à Locmalo, dans le Morbihan (France).

## Localisation
L'église est située dans le département français du Morbihan, sur la commune de Locmalo.

## Historique
L'église est dédiée à saint Malo. Elle a été édifiée au début du XVe siècle par les vicomtes de Rohan, puissants seigneurs de Guémené.
Par la suite, deux chapelles lui ont été adjointes, une au nord vers 1611 par les Rohan et une autre au sud par les Menoray dès 1577. L'ensemble, avec ses trois toitures parallèles et ses bras de transept remplacées par deux chapelles seigneuriales, donne une allure singulière à l'église. Ce particularisme est accru par l'élévation d'une tour-porche abritant un escalier suivant le modèle des massives tours morbihannaises.
Le chœur, prolongé d'une sacristie, est reconstruit au milieu du XVIIe siècle. De cette époque datent les sablières et le retable. L'église abrite une abondante statuaire des XVIIe et XVIIIe siècles.
L'église, dans sa totalité, est protégée par une inscription au titre des monuments historiques par un arrêté du 15 février 2019.

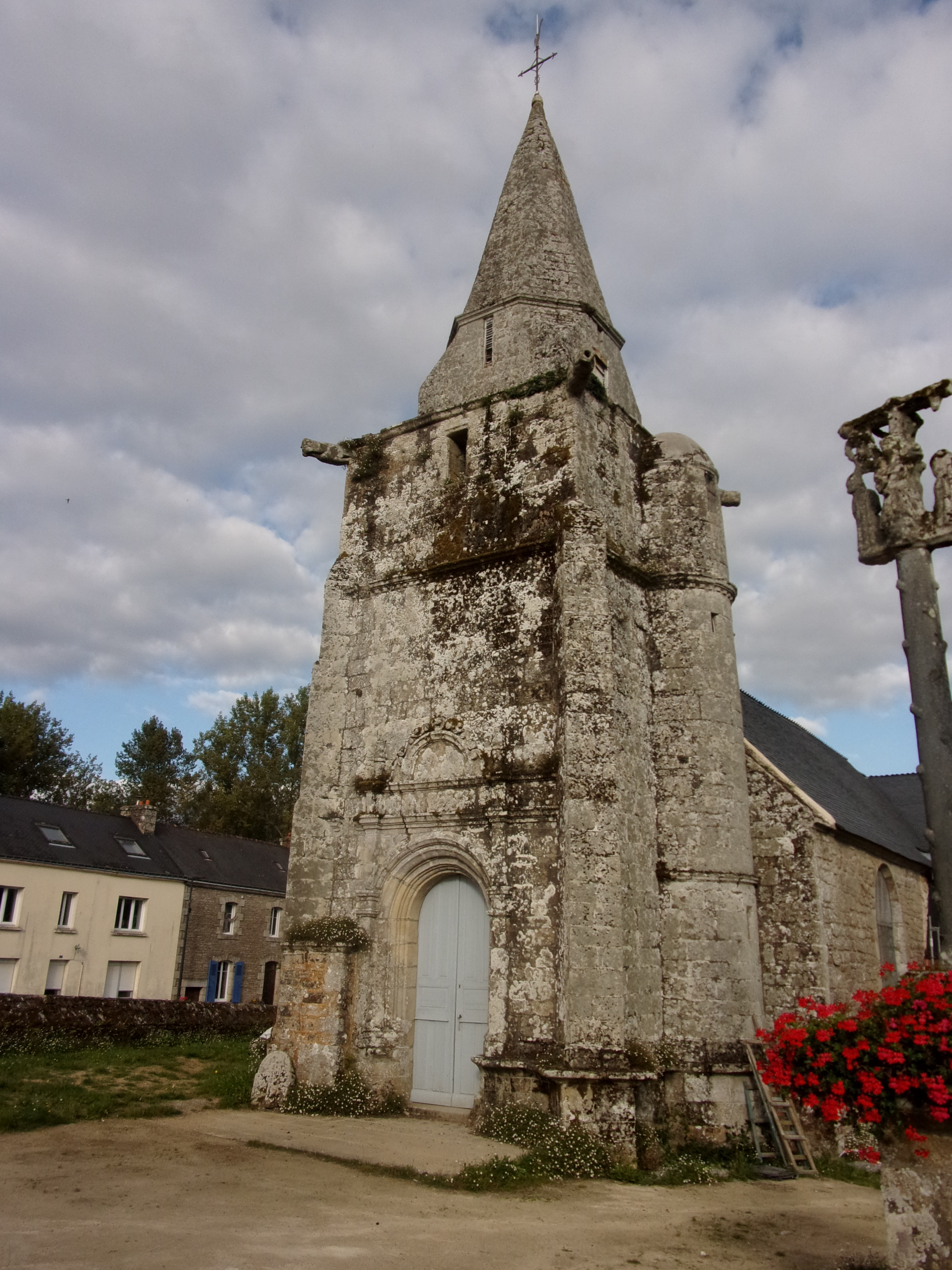
La tour-porche de l'église.